# Consenci de Menorca
Consenci (llatí: Consentius) fou un escriptor laic de temàtica cristiana del segle v. És conegut per tres de les cartes de la correspondència creuada amb Agustí d'Hipona, que són importants pel coneixement de la història de les Balears, i en concret de Menorca, on residí si més no en el moment de la correspondència conservada.

## Biografia
Tal com apunta a les seves cartes, Consenci residia a les illes Balears, concretament a Menorca. Malgrat tot, és molt possible que no en fos originari, sinó que hi hagués arribat procedent de la Tarraconesa, on podria haver nascut i estudiat. Hom l'ha considerat possessor, un propietari rural, per a poder explicar la seva bona educació i els recursos que devia tenir per poder-se dedicar a escriure.

## Cartes
La seva activitat literària coneguda són dotze cartes que es van enviar entre els anys 414 i 420 a Agustí d'Hipona. Només s'han conservat l'epístola 11, la 12 i la 119, descobertes per J. Divjak.
El valor de les cartes és molt alt pels historiadors. Gràcies als escrits es tenen dades sobre institucions eclesiàstiques com el primer metropolità d'Hispània, Ticià de Tarragona; el primer concili de la Tarraconensa; el primer bisbe de Lleida, Sagiti, sobre el priscil·lianisme dels alts estaments tarraconesos; les comunicacions entre les Balears, la Tarraconesa, Àfrica i el migjorn de les Gàl·lies, així com sobre el monestir de Tarragona, fundat per Frontó, entre d'altres.
Les cartes abasten diversos camps de controvèrsia de la primeria del segle v: origenisme, arianisme, pelagianisme, priscil·lianisme i contra els jueus. Es malfiava dels teòlegs i preferia el recurs a la força i a la mentida, per la qual cosa Agustí li adreçà el Contra mendacium, ultra les Epístoles 120 i 205.
El Corpus Epistolar de Consenci i Sever, en nova edició crítica i traducció catalana, seguit de les respostes de sant Agustí, ha estat publicat a la Fundació Bernat Metge (1987). Hi ha autors que assenyalen la possibilitat que Consenci fos també l'autor literari de l'Epistola de Judaeis de Sever de Menorca (418).